# Takashi Ikehata
Pour les articles homonymes, voir Ikehata.
Takashi Ikehata (池端 隆史, Ikehata Takashi) est un réalisateur japonais particulièrement tourné vers les films et séries d'animation.

## Filmographie
- 2004 : Hikari to Mizu no Daphne (光と水のダフネ?) - Réalisateur
- 2004 : Genshiken (げんしけん?) - Réalisateur
- 2004 : Kujibiki Unbalance (くじびきアンバランス?) - Réalisateur
- 2007 : Potemayo (ぽてまよ?) - Réalisateur
- 2009 : Taishō Yakyū Musume. (大正野球娘。?) - Réalisateur
- 2010 : Mayoi Neko Overrun! (迷い猫オーバーラン!?) - Réalisateur (épisode 6)